# Dunnia
Dunnia é um género botânico pertencente à família Rubiaceae.